# هجرا

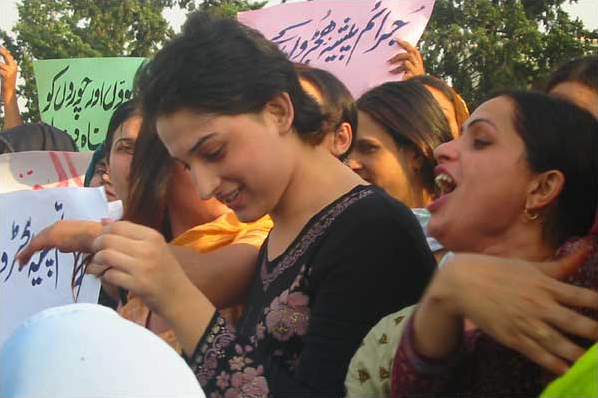
اشخاص هجرا در اسلام‌آباد، پاکستان.

 در فرهنگ جنوب آسیا، هجرا به کسانی گفته می‌شود که بدنی مردانه و آلت تناسلی منتسب به مرد دارند اما رفتار زنانه دارند و همچنین در جامعه خود را به عنوان زن معرفی می‌کنند و لباس‌های منتسب زنان می‌پوشند.
در جنوب آسیا بسیاری از هجراها به صورت یک اجتماع و گروه که توسط یک گورو رهبری می‌شود، زندگی می‌کنند. این گروه‌ها پسرانی را که از خانواده طرد شده یا فرار کرده را به فرزندخواندگی می‌پذیرند و به این صورت نسل خود را گسترش می‌دهند. همچنین بسیاری از این افراد اقدام به تن‌فروشی می‌کنند
اصطلاح هجرا از زبان اردو است که از ریشه عربی هجر به معنای ترک کردن قبیله وارد زبان اردو شد و به صورت وام‌واژه وارد زبان هندی شده‌است.
ترجمه اصطلاح هجرا از زبان هندی به معنای هرمافرودیت یا خواجه است اکثر هجراها با بدنی مردانه متولد می‌شوند و تنها تعداد کمی از آن‌ها از ابتدا اینترسکس هستند. بعضی از هجراها در مراسمی که nirwaan نامیده می‌شود بیضه و آلت تناسلی خود را از بین می‌برند. امروزه بعضی سازمان‌های مردم نهاد غربی (NGO) هجرا را به عنوان جنسیت سوم شناسایی و معرفی می‌کنند.

## واژه‌شناسی
هجرا به انگلیسی: hijra، به هندی: हिजड़ा, به اردو: هِجڑا، به بنگالی: হিজড়া, به کانارا: ಹಿಜಡಾ, به تلگو: హిజ్ర) و همچنین چاکا (chhakka) در کانارا خسرا (khusra) در زبان پنجابی و کوجا (kojja) در زبان تلگو است.
واژه هجرا در زبان اردو در واقع یک نوع توهین محسوب می‌شود و به جای هجرا از اصطلاح خواجه‌سرا استفاده می‌شود. در زبان هندی نیز پیش از این از اصطلاح Kinner استفاده می‌شد که خصوصاً به هجراهایی گفته می‌شد که از احترام و مقبولیت بیشتری در جامعه برخوردار بودند. اصطلاحات دیگر در زبان هندی (Khasuaa (खसुआ) , khusaraa (खुसरा است. در زبان بنگالی نیز به هجرا হিজড়া , هجرا، هیجلا، هیجره، هیزرا یا هیزره گفته می‌شود. در زبان تلگو به هجرا (napunsakudu (నపుంసకుడు), kojja (కొజ్జ یا (maada (మాడ گفته می‌شود. در تامیل نادو کلمه مترادف برای هجراها thiru nangai (به معنای خانم آقا یا آقا خانم) , aravanni , aravani , aruvani است. در زبان پنجابی مانند پاکستان و هند از اصطلاح khusra استفاده می‌شد البته اصطلاح jankha نیز وجود دارد. در مردم گجرات هندوستان اصطلاح (pavaiyaa (પાવૈયા استفاده می‌شود.
در شمال هندوستان ایزدبانویی به نام باهوچارا ماتا به وسیله هجراها پرستیده می‌شود. ایزدبانویی به نام رنوکا نیز وجود دارد که بنا بر اعتقاد مردم قدرت تغییر جنسیت افراد را دارد.
اصطلاح کوتی (kothi) نیز در هندوستان بسیار رایج است که معادل اصطلاح کتو ای در تایلند است، کوتی با هجرا تفاوت دارد و به پسران و مردانی گفته می‌شود مانند زنان رفتار جنسی از خود نشان می‌دهند ولی در اجتماعات هجرا شرکت نمی‌کنند، علاوه بر این کوتی‌ها مراسم nirwaan را انجام نمی‌دهند و خود را به هجرا تبدیل نمی‌کنند. به کوتی‌ها در کلکته durani , در کوچین menaka , در نپال meti و در پاکستان zenaan گفته می‌شود.
ترجمه هجرا خواجه یا هرمافرودیت است و در بین دگرباشان جنسی به عنوان یک دگرجنسگونه شناخته می‌شوند.

## رفتار اجتماعی و رفتار جنسی
هویت جنسی این افراد به صورت دقیق در طبقه‌بندی جنسیت و گرایش جنسی مدرن مشخص نیست و ایده‌های غرب برای تشخیص جنسیت و رفتار جنسی را به چالش می‌کشد.
بسیاری از این افراد مانند یک پسر متولد می‌شود ولی ممکن است بعضی از این افراد به صورت خنثی یا با دستگاه تناسلی مبهم به دنیا بیایند. این افراد به عنوان جنسیت سوم شناخته می‌شوندو اکثر این افراد خود را نه مرد می‌دانند و نه زن و اعتقاد دارند دارای جنسیت سوم هستند. بعضی از این افراد ممکن است خود را به عنوان زن، زن صفت یا دوجنسه بدانند. بعضی دیگر مخصوصاً کسانی که به زبان انگلیسی مسلط هستند و با جامعه بیرون از هند در ارتباط هستند خود را دگرجنسگونه یا تراجنسی می‌دانند ولی نه مانند تراجنسی‌های دیگر زیرا این افراد مایل نیستند به عنوان یک زن شناخته شوند. مردانی که در رابطه جنسی نقش زن را بازی می‌کنند به عنوان کوتی شناخته می‌شوند. تفاوت کوتی‌ها با هجرا در آن است که کوتی‌ها همیشه لباس زنانه به تن دارند و خود را به عنوان یک زن در جامعه معرفی می‌کنند و با صدای زنانه و همچنین الفاظ زنانه همدیگر را خطاب می‌کنند. افراد مورد علاقه کوتی و هجراها مردان معمولی هستند. اغلب کوتی‌ها و هجراها با این مردان ازدواج می‌کنند ولی ازدواج خود را از جامعه مخفی می‌کنند زیرا ازدواج این افراد معمولاً از سمت قانون و دین پذیرفته نمی‌شود. هجراها و کوتی‌ها مردان مورد علاقه خود را با نام‌های مختلفی صدا می‌زنند مانند panthi در بنگلادش، giriya در دهلی، یا Sridhar در کوچین

## وضعیت اجتماعی و شرایط اقتصادی
اکثر هجراها در شرایط پایین اجتماعی به سر می‌برند و اصطلاح هجرا نیز به نوعی کلمه خفت بار و توهین محسوب می‌شود و شانس پیدا کردن کار برای هجراها بسیار کم است
شغل اغلب هجراها اجرای نمایش، تکدی گری، تن‌فروشی یا در زمان‌های گذشته کار به عنوان خواجه بوده‌است. خشونت علیه هجراها (مخصوصا کسانی که تن‌فروشی می‌کنند) بسیار شدید است و در بین مردم، خانواده یا حتی پلیس به راحتی مشاهده می‌شود. هجراها با تبعیض شدید در مراکز بهداشتی، مسکن، آموزش، استخدام، مهاجرت، قوانین و هرگونه اقدامی که به تشخیص زن یا مرد بودن فرد مربوط می‌شود، مواجه می‌شوند

## تاریخچه
در کتاب آموزش جنسی کاما سوترا به مردمی با حالات زنانه و بدون جنسیت اشاره شده که سکس دهانی انجام می‌دهند. این بخش از این کتاب به مردمانی اشاره می‌کند که گرایش به همجنس دارند و هردو یا یکی از آن‌ها دگرپوش هستند.
در دوران راج انگلیس مقامات تحت عنوان «نقض عفت عمومی» برای از بین بردن هجراها تلاش می‌کردند. پس از آن قوانین ضد هجرا از بین رفت اما هنوز قانونی وجود دارد که اخته کردن غیرقانونی است این به آن معنی است که مراسم nirwaan غیرقانونی است البته این قانون کمتر اجرا می‌شود.
اخیراً گروهای اجتماعی برای حمایت از هجراها در برابر خشونت به وجود آمده‌اند راهد پاتل یکی از افراد شناخته شده در جامعه هجرا است که تلاش و فعالیت برای قانونی کردن ازدواج هجراها انجام می‌دهد.

## ادیان
در رسوم هندو، هجرا به عنوان یک طبقه اجتماعی شناخته می‌شود. هجراها به دو الهه باهوچارا ماتا و شیوا اعتقاد دارند و این دو الهه را می‌پرستند.

### باهوچارا ماتا
یک ایزدبانو در آئین هندو با دو داستان مجزا است. یک داستان اینگونه‌است که او یک شاهزاده‌است و شوهر خود به دلیل اینکه به جنگل فرار کرده و نقش یک زن را بازی می‌کند اخته می‌کند. داستان دیگر این است که یک مرد می‌خواهد به او تجاوز کند و او با نفرین مرد را اخته می‌کند و وقتی مرد تقاضای بخشش می‌کند او به شرطی وی را می‌بخشد که مرد به جنگل تبعید شود و تا آخر عمر در نقش یک زن بماند. معبد این الهه در گجرات است و مکان زیارتی برای هجراهایی هست که بوچارا ماتا را حامی خود می‌دانند

### شیوا
یکی از حالات شیوا ادغام شدن با پارواتی است که به خدای آردهاناری تبدیل می‌شوند که نیمی از آن شیوا و نیمی دیگر پارواتی است. آردهاناری در شمال هندوستان به عنوان یک حامی مهم برای هجراها حساب می‌شود

### رامایانا
در بعضی نسخه‌های رامایانا وقتی راما، ایودیا را به خاطر تبعید شدنش ترک می‌کند عده زیادی از مردم به طرفداری از راما دنبال او در جنگل می‌روند و زمانی که راما متوجه می‌شوند آن‌ها را جمع کرده و به آن‌ها می‌گوید ناراحت نباشید و و تمام «زنان و مردان» به کار خود در ایودیا بازگردند. پس این اتفاق و سپری شدن ۱۴ سال محکومیت راما و بازگشتش، او در راه بازگشت در محلی که سخنرانی کرده بود دید هنوز عده‌ای هجرا نشسته‌اند و به شهر بازنگشته‌اند؛ زیرا آن‌ها خود را نه مرد می‌دانند و نه زن. راما تحت تأثیر این از خود گذشتگی هجراها قرار می‌گیرد و راما به هجراها برکت می‌دهد.

### مهاباراتا
در مهاباراتا پیش از جنگ کوروک شترا، آراوان نیروی حیاتی و خون خود را تقدیم به کالی (ایزدبانو) می‌کند تا از پیروزی وی در پانداواس مطمئن شود و کالی این هدیه را می‌پذیرد. در آخرین شب پیش از شروع جنگ آراوان تصمیم گرفت پیش از مرگ ازدواج کند ولی هیچ زنی حاضر نبود با مردی که تا لحظاتی دیگر می‌میرد ازدواج کند. کریشنا خود را به شکل یک زن زیبا به نام موهینی پدیدمی‌آورد و با او ازدواج می‌کند. در جنوب هند هجراها ادعا می‌کنند آراوان جد آن‌ها هست و خود را آراوانی می‌خوانند. در تامیل نادو در ماه آوریل و می‌هجراها ۱۸ روز مراسمی به همین مناست می‌گیرند. معبد آراوانی‌ها در روستای کواگام است. در این مراسم هجراها داستان ازدواج آراوان و کریشنا را بازسازی می‌کنند و پس از آن برای مرگ آراوان سوگواری می‌کنند و رقص‌های مخصوصی انجام می‌دهند و النگوهای خود را می‌شکنند.